# Woljeongsa
Woljeongsa (월정사) est un des 24 temples principaux de l'ordre Jogye du bouddhisme coréen. Il se situe dans le village de Jinbu du district de Pyeongchang sur les pentes du mont Odae. Il  a été fondé en 643 par le moine Jajang. Durant son histoire, il fut brûlé et reconstruit en 1307 puis en 1833. Le dernier incendie eut lieu le 4 janvier 1951 pendant la guerre de Corée lorsque l'armée coréenne causa la destruction de 21 bâtiments parce qu'ils servaient de refuge aux rebelles. La reconstruction commença en 1964.

## Le temple
Une statue de Gautama se trouve dans la salle principale, mais la statue la plus importante est probablement celle d'un Bodhisattva assis, haute de 1,80  m, probablement un Bouddha de médecine. La tradition raconte qu'il a été trouvé dans le lac du diamant au sud du temple, il est représenté en train de faire des offrandes à un personnage inconnu. La statue porte une couronne, le visage est long et les oreilles sont en partie cachées par de longs cheveux. Trois lignes sont gravées sur le cou, elles représenteraient un collier. Le coude est posé sur la tête d'un jeune garçon. À cause de ce style inhabituel, on pense que la statue a été taillée au XIe siècle par un artisan appartenant à une secte. 
La pagode des reliques, aussi appelée la pagode octogonale de pierre à 9 étages de Woljeongsa, a probablement été construite au Xe siècle. Elle mesure 15,2 m et est un exemple type des pagodes à plusieurs étages de l'époque de Goryeo qui étaient très populaires dans le nord de la Corée. Elle est classée comme trésor national n° 48. 
Des piliers sont délicatement taillés dans chaque coin de la pierre. La forme du premier niveau, les représentations de cadres de portes sur tous les côtés du corps de la pierre ainsi que le toit de pierre horizontal sont représentatifs de l'époque de Goryeo. Le toit et la structure en pierre de cette pagode donne une impression de stabilité. La base visible actuellement n'est pas d'origine. La pierre d'origine a été recouverte par une pierre plate gravée de fleurs de lotus et d'autres images. 
Le temple accueille aussi le musée Seongbo consacré à la culture bouddhiste. Les documents historiques sont conservés au Sagoji, à une heure de marche, près du temple de Yeonggamsa. En particulier, avant la colonisation japonaise, les annales de la dynastie Joseon y étaient conservées.  À proximité, on trouve aussi le site des reliques (Budo) dans le temple de Sangwonsa avec 22 pagodes abritant les restes d'anciens moines et le Jeokmyeolbogung, un des cinq sites de Corée conservant les reliques de Bouddha.
Le temple de Woljeongsa se trouve à 15 minutes de bus du village de Jinbu. 